# Chrysosoma mariana
Chrysosoma mariana är en tvåvingeart som beskrevs av Daniel J. Bickel 1994. Chrysosoma mariana ingår i släktet Chrysosoma och familjen styltflugor. Inga underarter finns listade i Catalogue of Life.